# I cadetti di Smolenko (film 1939)
I cadetti di Smolenko (Kadetten) è un film del 1939 diretto da Karl Ritter.
Il film si ispira a un episodio della Guerra dei sette anni: nel 1760, l'esercito russo occupa Berlino, mentre i prussiani si ritirano, insieme ai cadetti più anziani, nella cittadella di Spandau. Solo i cadetti più giovani rimangono nei loro acquartieramenti. Nonostante un accordo stipulato tra i belligeranti, i cadetti sono catturati e deportati all'est.

## Trama
Nel 1760, l'esercito russo occupa Berlino, mentre i prussiani si ritirano, insieme ai cadetti più anziani, nella cittadella di Spandau. Solo i cadetti più giovani rimangono nei loro acquartieramenti. Nonostante un accordo stipulato tra i belligeranti, i cadetti sono catturati e deportati all'est.

## Produzione
Il film fu prodotto dalla Universum Film (UFA).

## Distribuzione
Distribuito dalla Universum Film (UFA), fu presentato in prima a Norimberga il 5 settembre 1939. Film di propaganda, fu realizzato nel 1939, ma fu presto ritirato per non danneggiare i rapporti tra Unione Sovietica e Germania in seguito al Patto Molotov-Ribbentrop firmato a Mosca il 23 agosto. Dopo la rottura del patto che vide il 22 giugno 1941 l'inizio dell'operazione Barbarossa con l'invasione dell'Unione Sovietica, fu fatto uscire anche il film che, in dicembre, venne distribuito nelle sale.
Alla fine della guerra, gli alleati lo inserirono in una lista di pellicole proibite. Nel 1966, il film - che fa parte delle acquisizioni degli archivi della Fondazione Friedrich Wilhelm Murnau - può essere proiettato in pubblico solo con riserva a causa dei contenuti di razzismo, antisemitismo e incitamento all'odio e la sua visione è resa disponibile solo per scopi educativi, scientifici e di documentazione. Le proiezioni sono sempre accompagnate da una lezione introduttiva e da un successivo dibattito.